# 10293 Pribina
10293 Pribina (1986 TU6) là một tiểu hành tinh vành đai chính được phát hiện ngày 5 tháng 10 năm 1986 bởi M. Antal ở Piwnice.